# Gençay
Gençay är en kommun i departementet Vienne i regionen Nouvelle-Aquitaine i västra Frankrike. Kommunen ligger i kantonen Gençay som tillhör arrondissementet Montmorillon. År 2022 hade Gençay 1 681 invånare.

## Befolkningsutveckling
Antalet invånare i kommunen Gençay
| Referens: INSEE |